# Robert Huber (Ruderer)
Robert Huber (* 10. November 1906 in Offenbach am Main; † ab dem 18. August 1942 in der Sowjetunion vermisst) war ein deutscher Ruderer, Studienrat und Offizier der Wehrmacht im Zweiten Weltkrieg.

## Biografie
Robert Huber nahm bei den Olympischen Sommerspielen 1928 in Amsterdam mit seinem Verein dem Mannheimer Ruderverein Amicitia von 1876 in der Achter-Regatta teil. Jedoch konnte das Boot den Finallauf nicht erreichen und wurde im Endklassement Fünfter. Huber wurde 1928 und 1931 Deutscher Meister im Achter.
Bei den Olympischen Sommerspielen 1932 war er als Ersatzathlet nominiert, kam jedoch nicht zum Einsatz.
Robert Huber diente als Offizier im Zweiten Weltkrieg, wurde in Finnland schwer durch Splitter verwundet. Ende 1940 war er vom Dienst befreit und war als Studienrat am Militärwaisenhaus in Berlin tätig, wobei er vorher in Wien war. Später wurde er an der Ostfront nach einem Nachtgefecht im August vermisst und war Anfang Juli 1943 rückwirkend zum 1. August 1942 zum Oberleutnant der Reserve befördert worden.
Huber war verheiratet.